# Pz.Kpfw.II Ausf.G
Pz.Kpfw.II Ausf.G (Sd.Kfz. 121/1) — немецкий лёгкий танк времён Второй мировой войны, модификация семейства Panzerkampfwagen II, так называемый  Pz.Kpfw. II «нового типа».

## История
VK 901 — дальнейшее развитие Pz Kpfw II с увеличенной скоростью. 18 июня 1939 г. фирмам MAN (шасси) и «Даймлер-Бенц» (надстройка и башня) был выдан заказ на установочную партию из 75 машин (150001-150075) с началом производства с апреля 1941 г. Всего было построено 45 шасси и 60 комплектов подбашенных надстроек и башен. Прототип был изготовлен в конце 1939 г. В 1941 году собрали 15 танков и 2 шасси были использованы для постройки Pz.Sfl.Ic. В 1942 году выпустили еще 30 машин. По имеющимся данным 27 башен к этим танкам использованы в фортификационных сооружениях. Либо башни снимались с танков, либо их сделали не 60, а все 75. Впрочем, нет ничего удивительного в расхождении данных — информации по данной машине сохранилось крайне мало. Особенно это касается Pz.Sfl.Ic — 5-см САУ на шасси VK 901. Известно, что они были собраны в конце 1941 года, а в июне 1942 попали в 559-й дивизион истребителей танков. Как минимум одна машина дожила до лета 1943 года. Была отправлена на ремонт в Германию. На этом следы данных машин теряются.
На момент проектирования, танк, рассматривавшийся на замену Pz Kpfw II, был актуален. Но процесс создания машины затянулся. Уже в ходе испытаний шасси с разными вариантами КПП, выявились существенные проблемы. А поскольку параллельно шли работы по более перспективным VK 9.03 и VK 13.01, то этот проект плавно сошел на нет. А к концу 1942 года ниши в линейных танковых частях для легких танков не осталось и они должны были занять место в разведывательных батальонах. Для них предусматривалась специальная материальная часть.

## Ходовая часть и корпус
Новая ходовая часть с пятью катками, расположенными в шахматном порядке без поддерживающих роликов. Лобовой лист корпуса сплошной, без смотровых лючков и щелей. Водитель и радист, сидевший рядом, имели смотровые щели в передней и боковых стенках корпуса. Башня — без смотровых лючков и щелей, но с командирской башенкой с перископами и прицелом.

## Применение
Некоторое количество танков принимало участие в боевых действиях на Восточном фронте.